# Férfi csapat tőrvívás az 1904. évi nyári olimpiai játékokon
A St. Louisban megrendezett 1904. évi nyári olimpiai játékokon a férfi csapat tőrvívás egyike volt az öt vívószámnak. Csak az amerikai válogatott és egy vegyes összetételű csapat indult.

## Eredmények
| Döntő |                                                                                               |       |       |
| Arany | Nemzetközi Csapat (ZZX) · Ramón Fonst (CUB) · Albertson Van Zo Post (USA) · Manuel Díaz (CUB) | 1 (7) | 0 (2) |
| Ezüst | Egyesült Államok (USA) · Charles Tatham · Fitzhugh Townsend · Arthur Fox                      | 0 (2) | 1 (7) |